# 景山街道 (漳州市)
景山街道是中华人民共和国福建省漳州市龙文区下辖的一个街道办事处。

## 行政区划
景山街道下辖以下村级行政区划单位：
檀香社区、阳光社区、朝阳社区、丽景社区、西坑社区、梧桥社区、石洲社区、新石洲社区、浦口社区、科坑社区、漳滨社区、樟山社区。